# Seth Neddermeyer
Seth Henry Neddermeyer (Richmond (Michigan), 16 september 1907 – Seattle, 29 januari 1988) was een Amerikaans natuurkundige en medeontdekker van het muon. Tijdens de Tweede Wereldoorlog was hij betrokken bij het Manhattanproject waar hij het implosieontwerp van de plutoniumatoombom verdedigde.

## Biografie
Neddermeyer behaalde zijn bachelordiploma in 1929 aan de Stanford-universiteit en promoveerde in 1935 aan Caltech onder Nobelprijswinnaar Carl David Anderson. Een jaar later, in 1936, ontdekte hij samen met Anderson in kosmische straling een nieuw subatomair deeltje, het muon (μ). Het muon bleek over dezelfde eigenschappen te beschikken als het elektron maar is meer dan tweehonderd keer zwaarder.
Terwijl hij werkte voor het National Institute of Standards, werd Neddermeyer in 1943 door Robert Oppenheimer gerekruteerd om in Los Alamos mee te werken aan het Manhattanproject. Neddermeyer stelde voor om een implosietechniek toe te passen om de kritische massa van de atoombom te bereiken. Hoewel Oppenheimer twijfelde aan de haalbaarheid van deze methode benoemde hij Neddermeyer als leider van een nieuwe onderzoeksgroep die de implosiemethode moest uitwerken en testen. Al snel liep Neddermeyer tegen een aantal problemen aan. In januari 1944 werd George Kistiakowsky door James Conant gerekruteerd om te helpen met het onderzoek. In juni van dat jaar benoemde Oppenheimer Kistiakowsky tot divisieleider en degradeerde Neddermeyer tot senior technisch adviseur.
Na de oorlog doceerde Neddermeyer aan de Universiteit van Washington. Later werd hij er hoogleraar. In 1982 werd hij door het Amerikaanse Ministerie van Energie onderscheiden met de Enrico Fermi-prijs.